# Čertův mlýn
Čertův mlýn (1206 m n.p.m., pol. Diabelski Młyn) – szczyt w Beskidzie Morawsko-Śląskim w Czechach.
Diabelski Młyn wznosi się w głównym grzbiecie tzw. Radhošťskiej hornatiny (czyli Radhošťských Beskidów), ok. 2,5 km na wschód od Pustewien i ok. 1 km na południowy zachód od szczytu Kněhyni. Leży w głównym wododziale europejskim, rozdzielającym tu dorzecza Odry i Dunaju. Jest zwornikiem, w którym od wspomnianego grzbietu odgałęzia się ku północnemu wschodowi ramię Kněhyni. Przez wierzchołek Diabelskiego Młyna biegnie granica między powiatami Vsetín (miejscowość Prostřední Bečva, na południowym zachodzie) i Frydek-Mistek (miejscowość Čeladná). Jest on w ten sposób najwyższym szczytem kraju zlińskiego.
Masyw Diabelskiego Młyna budują potężne ławice piaskowców godulskich. W partiach szczytowych i na południowym grzbiecie szereg złomisk, wychodni i rozpadlin skalnych. Pod samym szczytem długi na ok. 50 m kamienisty żleb. Na stokach szereg starych osuwisk. Ok. 600 m na południe od wierzchołka źródło.
Cały masyw Diabelskiego Młyna jest porośnięty lasami. Dominują w nich buki i jawory, a w wyższych położeniach świerki. Lasy te są obecnie znacznie uszkodzone imisjami przemysłowymi. Od 1989 r. partie szczytowe góry obejmuje rezerwat przyrody Kněhyně-Čertův mlýn o powierzchni 195,02 ha.
Nazwa góry, według miejscowej legendy, pochodzi od młyna, który miał postawić diabeł u wylotu wspomnianego wyżej żlebu.
2 listopada 1944 r. w masywie Diabelskiego Młyna została zaatakowana przez wojska niemieckie 1. Brygada Partyzancka Jana Žižky. Po rozpaczliwej obronie i poniesieniu znacznych strat udało jej się wycofać w rejon Gór Hostyńskich. Pomnik upamiętniający te wydarzenia znajduje się na tzw. Partyzanckiej Łące w siodle między Diabelskim Młynem a Kněhyniami.
Na szczyt Diabelskiego Młyna prowadzą znakowane szlaki turystyczne z Čeladnej, Górnej Beczwy i Pustewien.